# فالموث، کورنوال
latitudeفالموث، کورنوالlongitudeفالموث، کورنوال
فالموث، کورنوال (به انگلیسی: Falmouth, Cornwall) یک شهرک در بریتانیا است که در کورنوال واقع شده‌است.

## نگارخانه

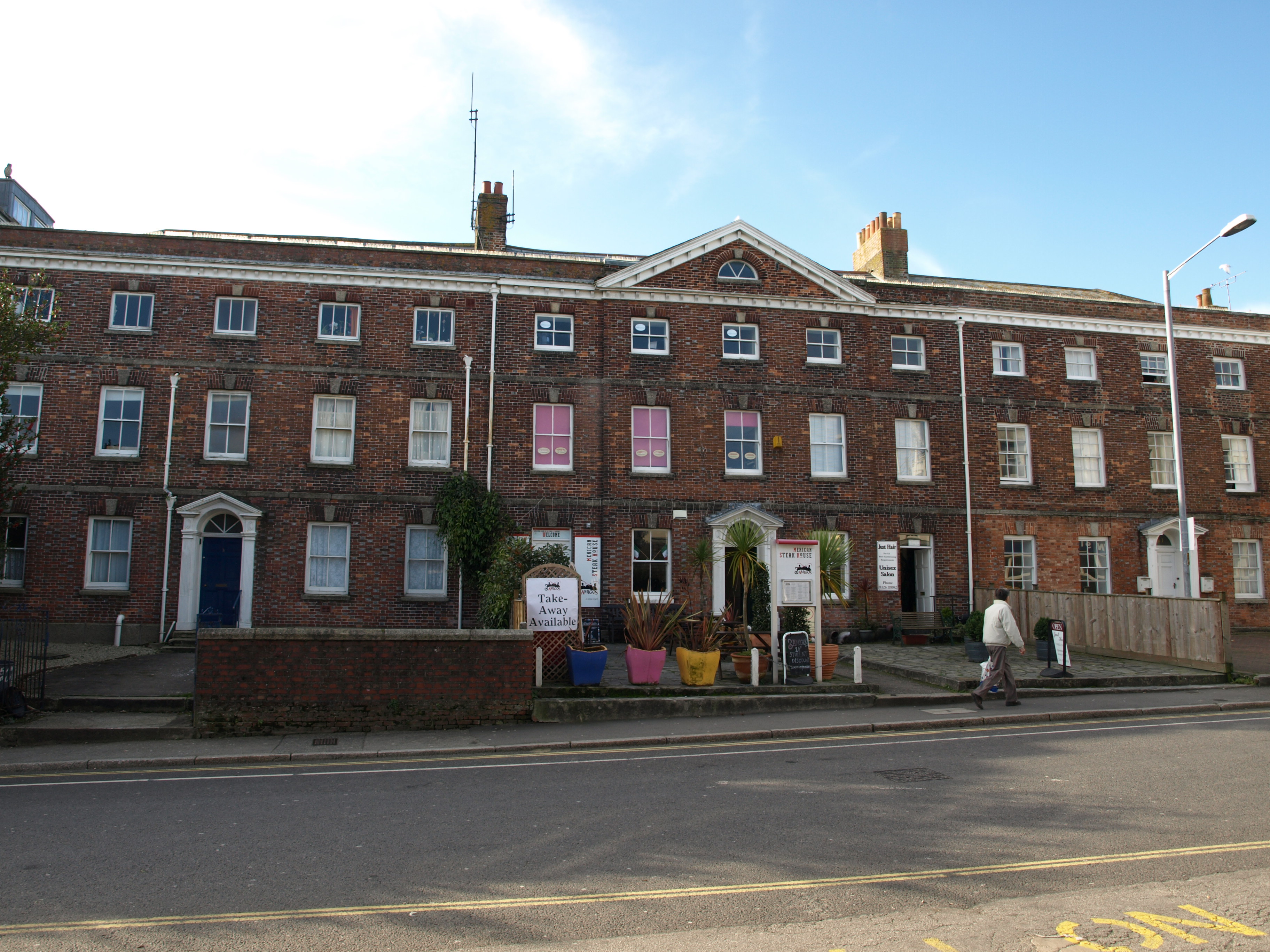
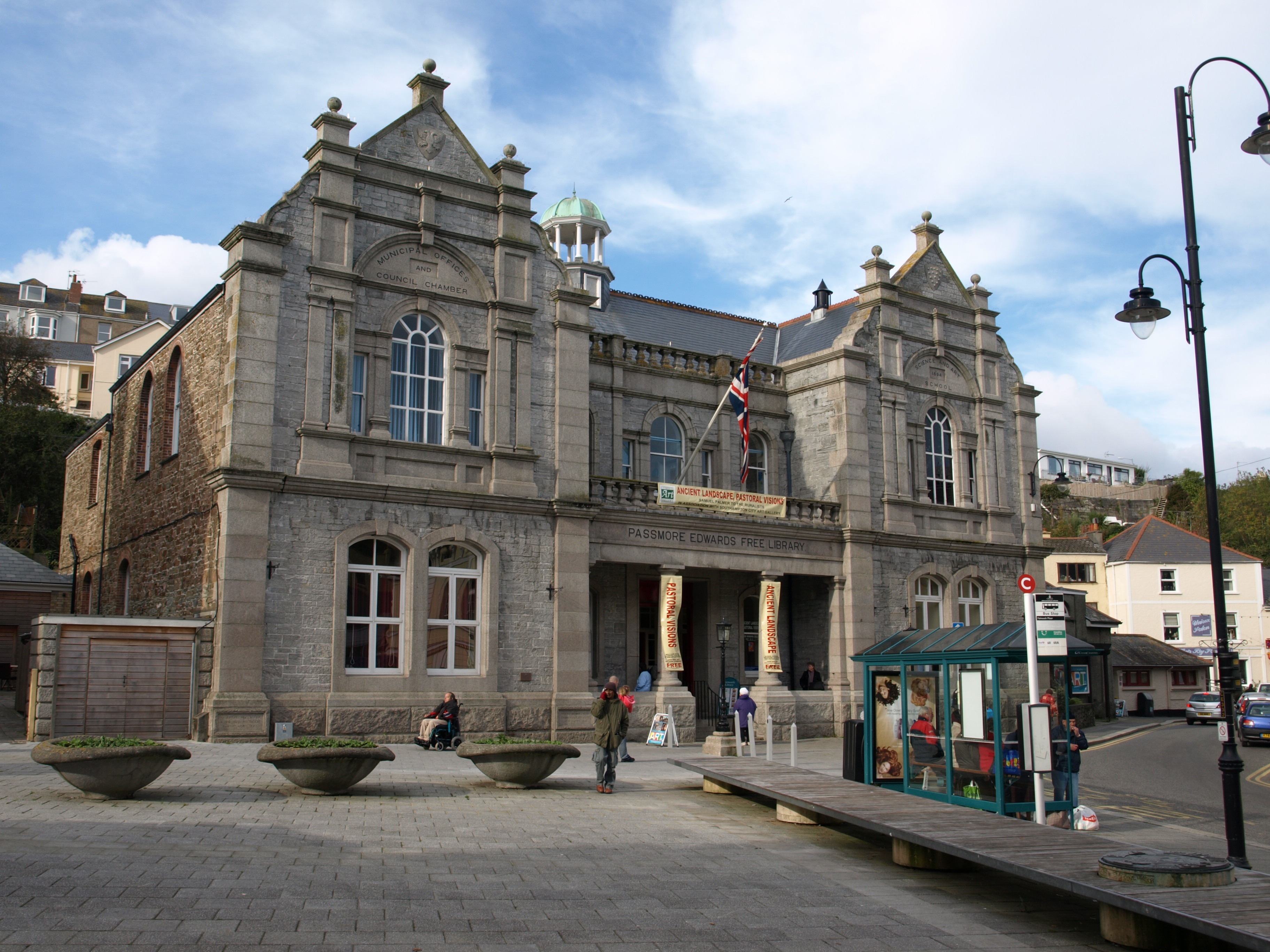
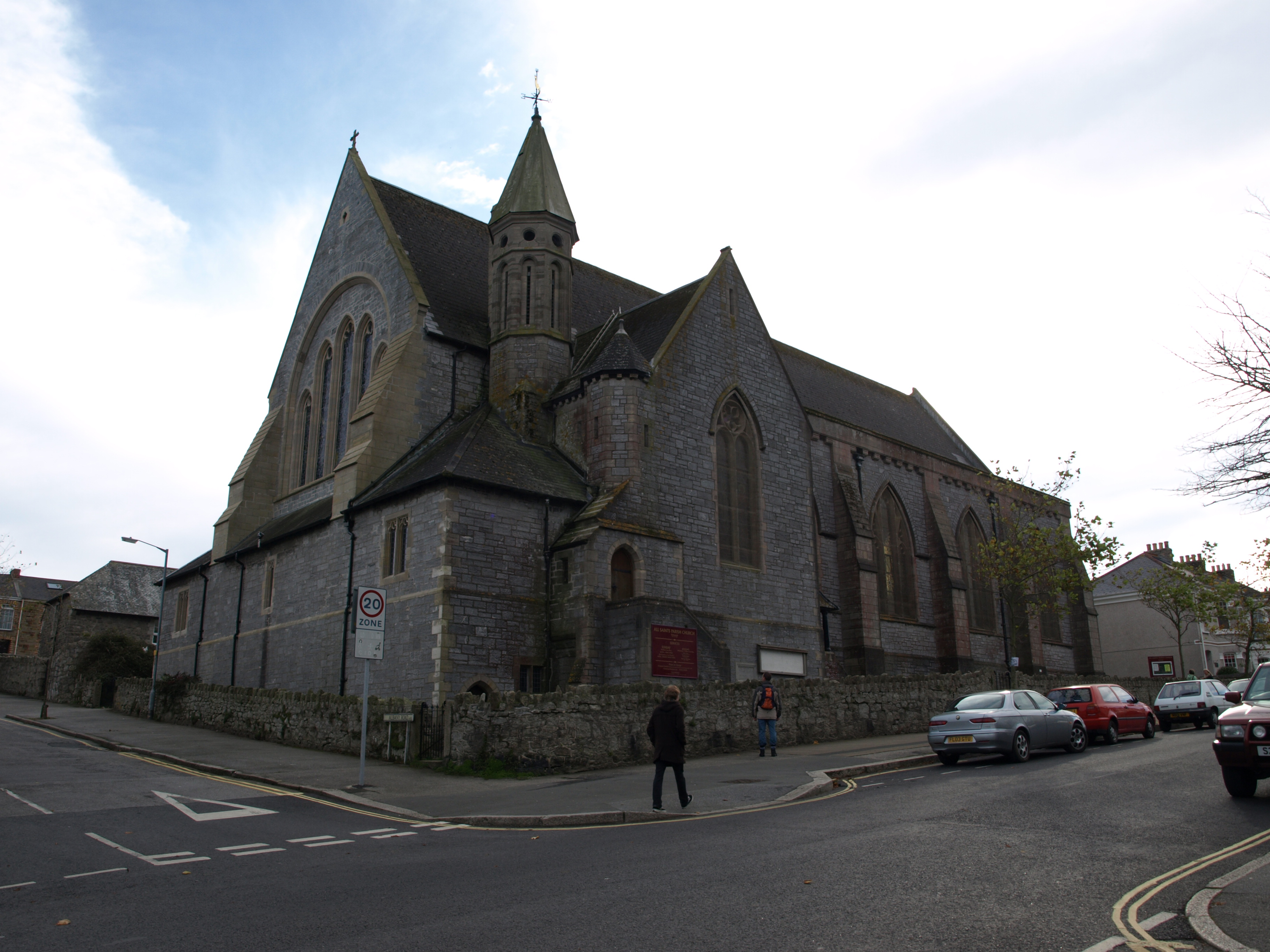
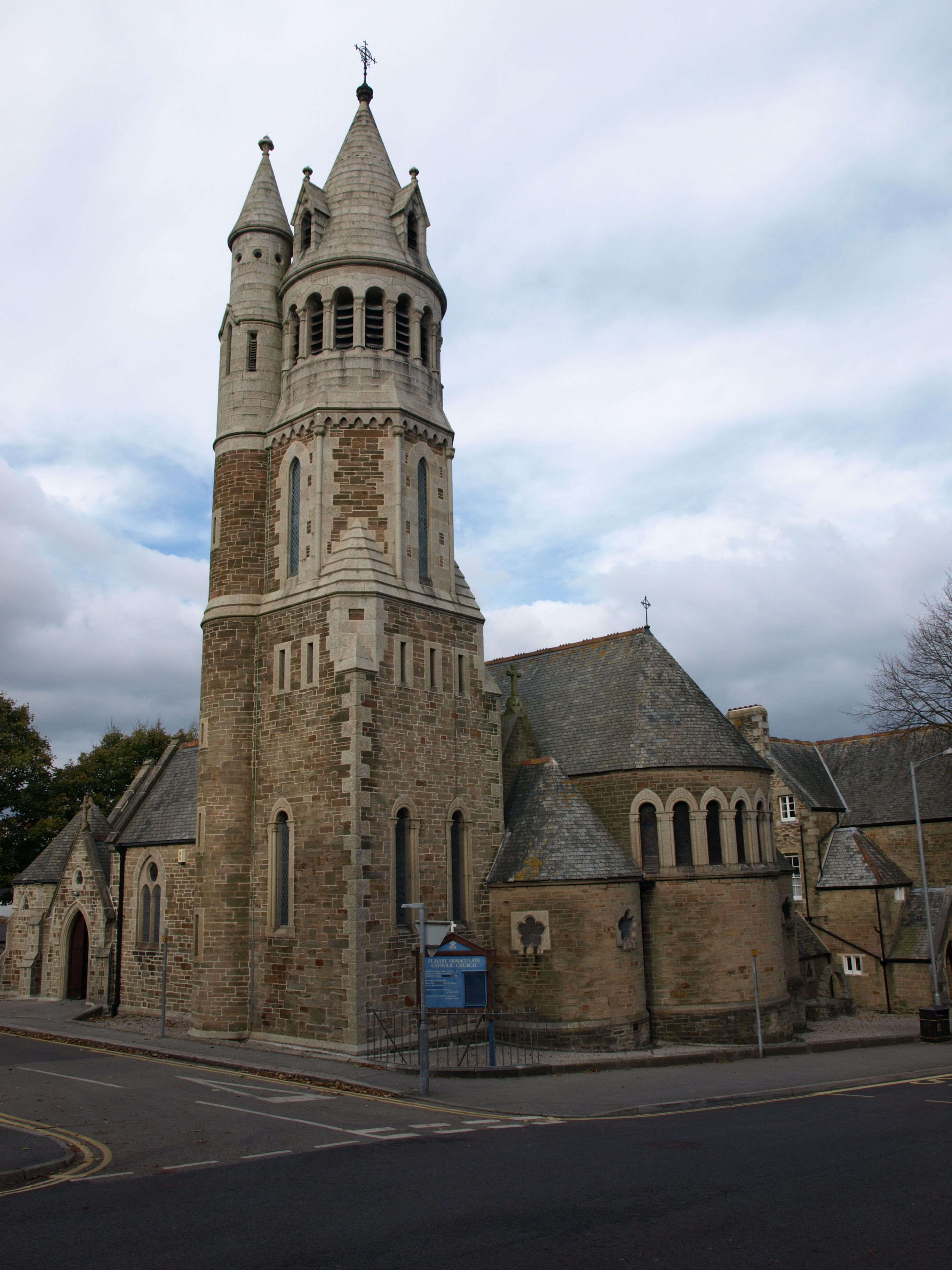
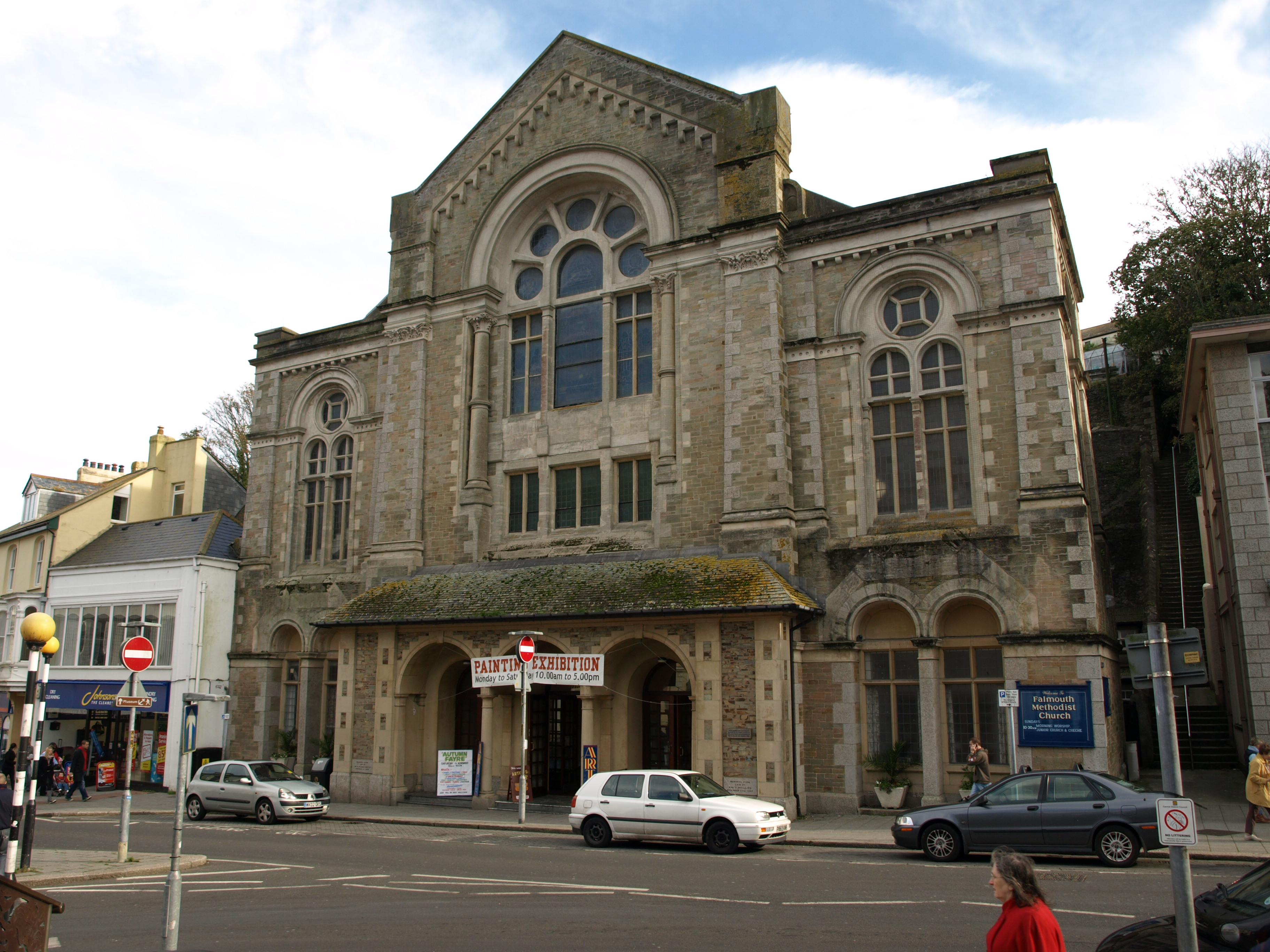
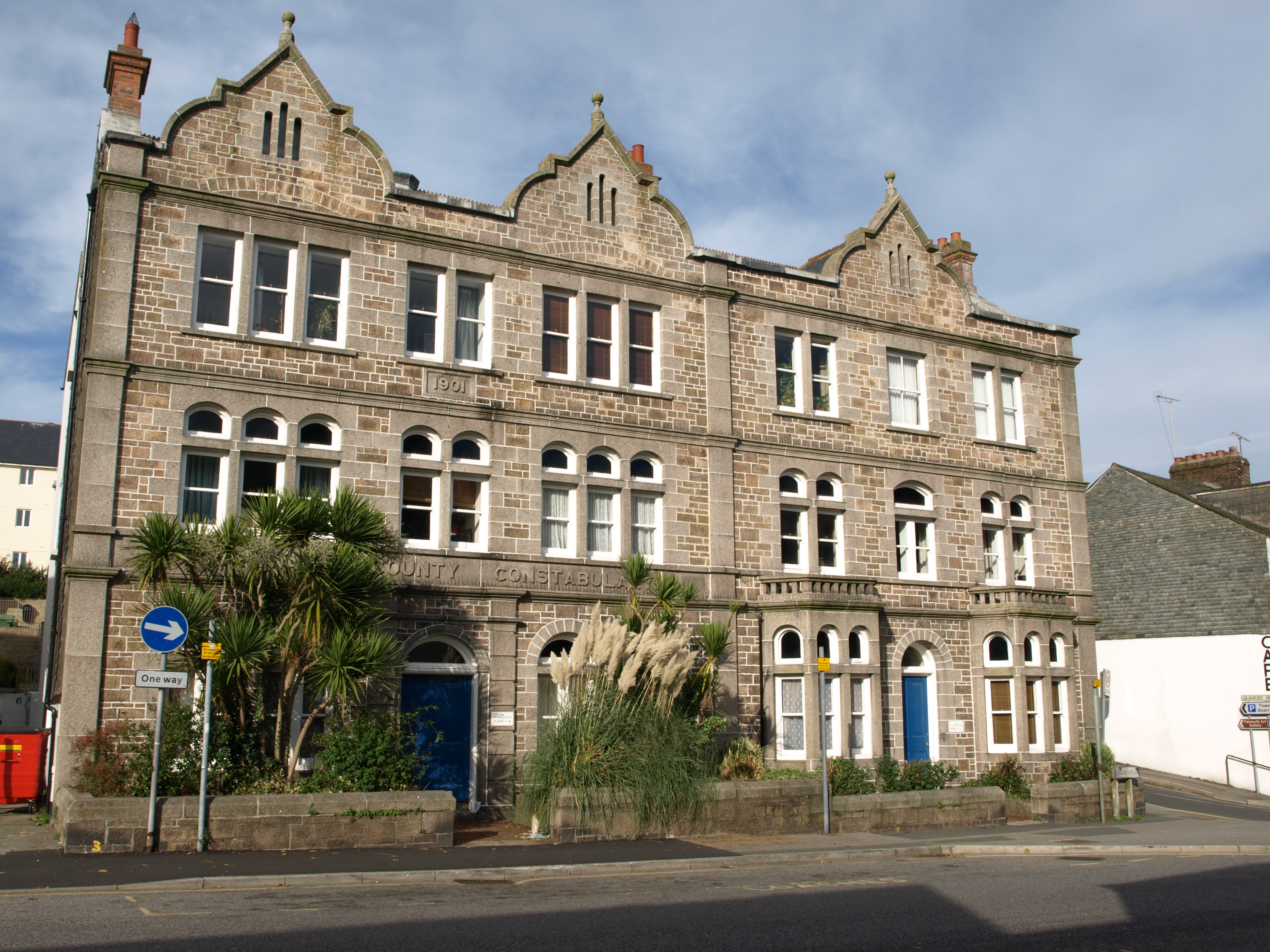
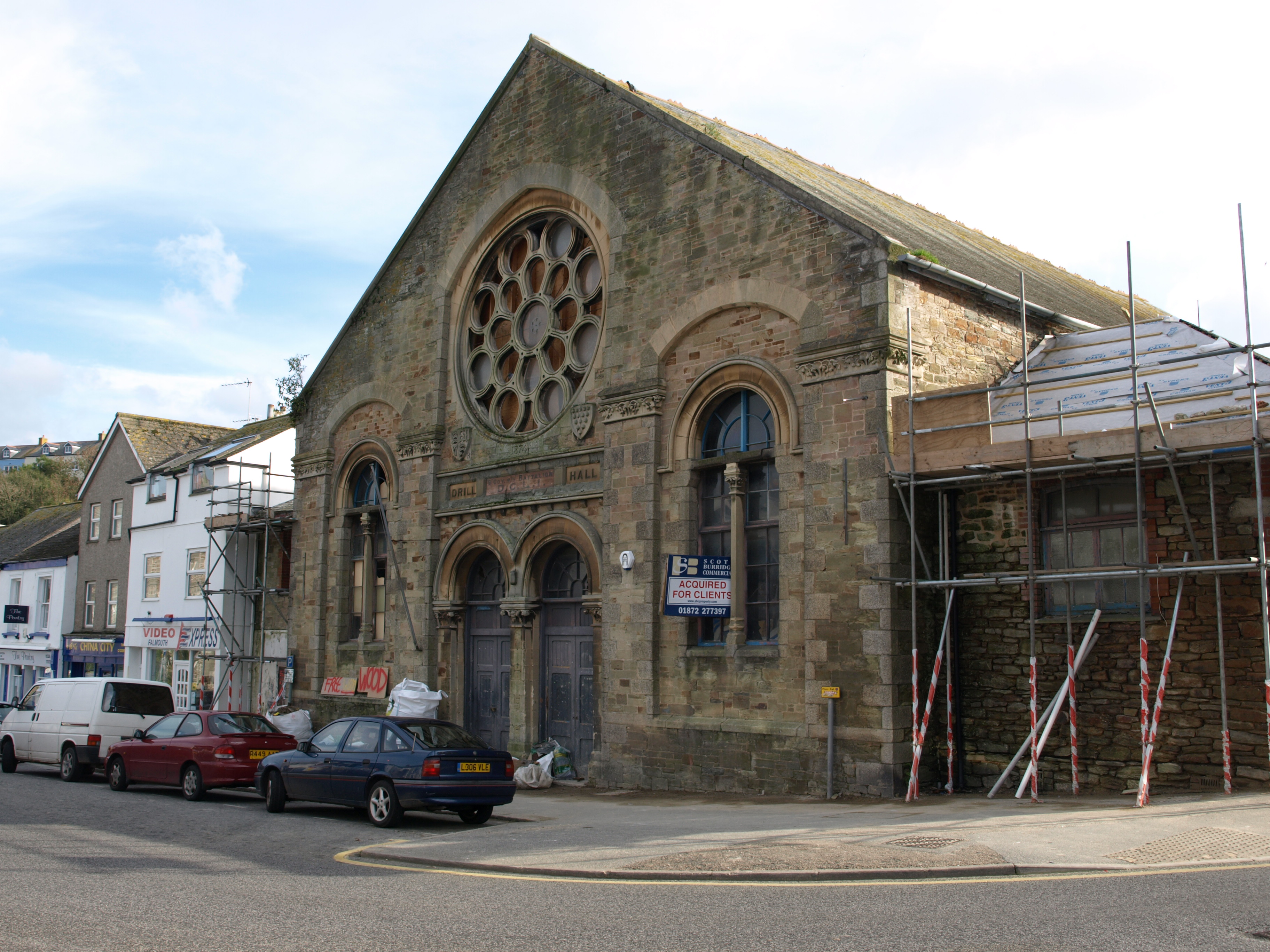
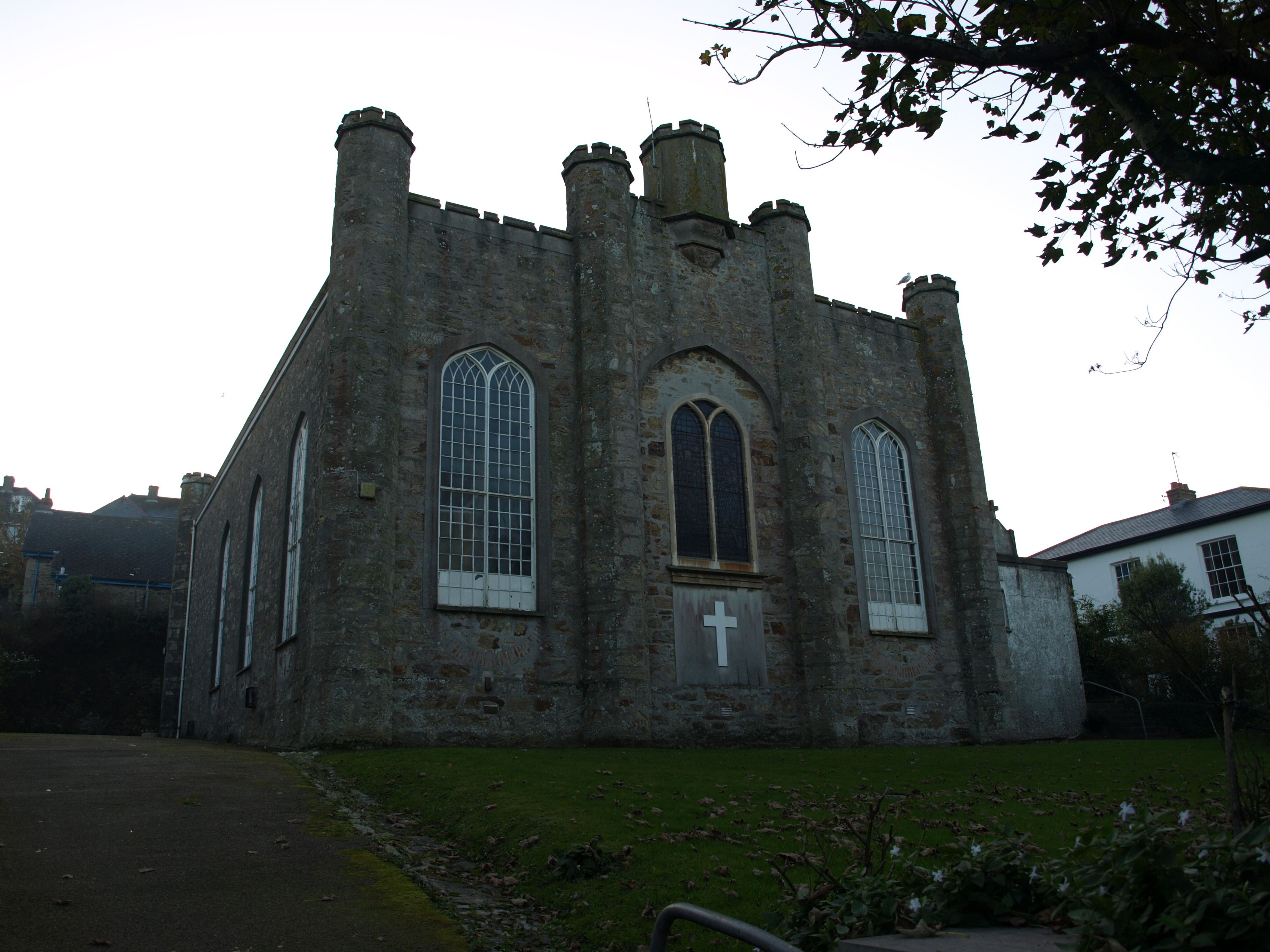

## خصوصیات
فالموث ۲۶٬۷۶۷ نفر جمعیت دارد.